# Väsen (album)
Väsen är folkmusikgruppen Väsens debutalbum, utgivet 1990 av Drone Music. Albumet gavs ut som "Olov Johansson med Roger Tallroth och Mikael Marin" och gruppnamnet "Väsen" förekommer inte förrän på deras andra album, Vilda Väsen.

## Låtlista
Alla låtar är traditionella om inget annat anges.
1. "Hälsingemarschen" – 2:36
2. "Polska efter Kalle Styfberg" – 2:24
3. "Vals efter Gustaf Strutz" – 2:19
4. "Polska efter Bodin" – 2:25
5. "Morfarspolskan" – 1:25
6. "Polska efter Gustaf Strutz" – 2:11
7. "Trollrikepolska" (Eric Sahlström) – 2:30
8. "Vals efter Jan-Olof Olsson" – 4:31
9. "Bohlinarepolska" – 1:56
10. "Dubbel Strutz" – 3:25
11. "Fria valet" – 1:31
12. "Polska efter Jan-Olof Olsson" – 2:40
13. "Ugglamarschen" – 2:38
14. "Långdrösen" – 3:36
15. "Långdans efter Gustaf Strutz" – 3:52
16. "Lappa skor" – 2:46
17. "Marstalla-Olles brudmarsch" – 2:30

Total tid: 46:32

## Medverkande
- Olov Johansson — kromatisk nyckelharpa, kontrabasharpa
- Roger Tallroth — gitarr, udh
- Mikael Marin — altfiol